# Bachchor Mainz
Der Bachchor Mainz ist ein 1955 gegründeter gemischter Chor aus Mainz, der mit einem reichhaltigen Repertoire der Chormusik vom 16. Jahrhundert bis zur Gegenwart weit über die Grenzen Deutschlands hinaus bekannt ist. Bis August 2023 wurde der Chor von Ralf Otto geleitet. Sein Nachfolger ist Christoph Siebert, der die Leitung zum 1. Januar 2025 übernimmt.

## Geschichte
Gegründet wurde der Bachchor Mainz 1955 von Diethard Hellmann, der den Chor 30 Jahre lang leitete. Unter der künstlerischen Leitung seines Nachfolgers Ralf Otto erweiterte sich das Programmspektrum des Ensembles kontinuierlich, wobei Otto einen besonderen Akzent auf selten aufgeführte Werke gerade auch der zeitgenössischen Musik setzt. Parallel etablierte er in Mainz und der Region die historisch informierte Aufführungspraxis. In jüngerer Zeit tritt der Chor bei monatlich stattfindenden Kantaten-Gottesdiensten und Konzertaufführungen von Barockmusik mit dem eigenen Bachorchester Mainz auf. Repertoire der Romantik und der Moderne bringt der Bachchor Mainz regelmäßig mit der Deutschen Radio Philharmonie Saarbrücken Kaiserslautern und der Deutschen Staatsphilharmonie Rheinland-Pfalz zur Aufführung. Der Chor arbeitete mit Gastdirigenten wie Eliahu Inbal, Michael Gielen, Enoch zu Guttenberg, Péter Eötvös, Georges Prêtre, Peter Schreier, Ádám Fischer, Sylvain Cambreling, Riccardo Chailly und Philippe Jordan.

## Konzerttätigkeit
Der Bachchor Mainz ist regelmäßig im In- und Ausland zu Gast. Viel beachtete Konzerttourneen führten den Chor nach Frankreich, Spanien, Polen, Israel und Südamerika. Seit 1992 war er regelmäßig bei den Philharmonischen Konzerten am Opernhaus Zürich engagiert. 2003 errang das Ensemble die Auszeichnung „Bester Chor des Jahres 2003“ der Vereinigung der Musikkritiker Argentiniens. 2006 folgte der Bachchor Mainz erneut einer Einladung des Mozarteum Argentino nach Argentinien, Brasilien und Uruguay, wo er gemeinsam mit der Deutschen Staatsphilharmonie Rheinland-Pfalz in ausverkauften Häusern (u. a. mehrfach im Teatro Colón / Buenos Aires) Mozarts Große c-Moll-Messe und Händels Messias in der Mozartfassung aufführte. Der Bachchor Mainz nahm an renommierten Konzertreihen wie dem Rheingau Musik Festival, dem Mosel Musikfestival (Eröffnungskonzerte 2013, 2015 und 2018), den Herbstlichen Musiktagen Bad Urach, den Weilburger Schlosskonzerten, dem Festival Europäische Kirchenmusik in Schwäbisch Gmünd, dem Festival International Echternach und den Internationalen Maifestspielen im Staatstheater Wiesbaden teil.
Im Oktober 2018 brachte der Bachchor Mainz das Oratorium Im Spiegel der Angst von Gerhard Müller-Hornbach zur Uraufführung. Das Werk war von der Evangelischen Kirche in Hessen und Nassau zum 500. Jubiläum der Reformation durch Martin Luther im Jahr 2017 in Auftrag gegeben worden.

## Einspielungen
Die Palette des Chores reicht vom kompakten und gelegentlich solistisch besetzten Ensemble für Alte Musik bis zum großen Konzertchor für die Literatur der Romantik und der Moderne. Ein weiterer Schwerpunkt der Arbeit des Bachchores Mainz sind Hörfunk-, Fernseh- und CD-Produktionen. 2006 erschien bei NCA eine Neuaufnahme des Mozart-Requiems in der durch Robert D. Levin ergänzten Fassung, die gute Kritiken und Auszeichnungen erhielt. 2008 veröffentlichte der Bachchor Mainz die CD Noël bei SONY BMG classical mit französischer Weihnachtsmusik der Romantik. Als Partner hierfür konnte der Chor das Münchener Barockorchester L’arpa festante gewinnen, mit dem ihn im Hinblick auf die historische Aufführungspraxis eine dauerhafte Zusammenarbeit verbindet.
Anlässlich der Wiederentdeckung zahlreicher seiner seit dem Zweiten Weltkrieg verschollener Werke und seines 300. Geburtsjahres widmet sich der Bachchor Mainz mit einer Produktion dem ältesten Sohn des großen Thomaskantors Wilhelm Friedemann Bach. Für diese Produktion wurden vier seiner Kantaten erstmals audiovisuell aufgezeichnet.
2017 begannen der Bachchor Mainz unter der Leitung von Ralf Otto mit Aufnahmen zu einer CD-Reihe beim Label Naxos, die bis 2019 die Veröffentlichung der großformatigen Werke von Johann Sebastian Bach, darunter die Johannes-Passion, die Matthäus-Passion, das Weihnachtsoratorium und die h-Moll-Messe vorsieht.